# Victim of Ritual
«Victim of Ritual» es el primer sencillo del cuarto álbum de Tarja, Colours in the Dark. Se lanzó el 12 de julio de 2013. como CD de edición limitada (3000 copias), y vinilo (1500 copias). La canción está inspirada en la pieza de música clásica "Boléro" de Maurice Ravel.

## Video musical
El video fue filmado en Berlín, Alemania y se publicó el 10 de julio. El 26 de junio habían lanzado un avance.
La historia del video transcurre en una vieja fábrica en un día nublado. Además de Tarja, aparecen otros personajes como una mujer que toca el oboe, un artista plástico y un bailarín. Cuando Tarja entra a la fábrica, va liberando sus talentos escondidos al lanzarles polvos de colores típicos del festival hindú "[Holi]". 

### Sinopsis
Tarja es perseguida por unos hombres con atuendos oscuros y comienzan una batalla en una fabrica abandonada con los polvos del Holi. Mientras Tarja recorre la fábrica, lanza un color diferente a cada persona, lo que les muestra un lado mejor de la vida. El oboísta toca secuencias más complejas, el artista pinta diseños coloridos y abstractos, y el bailarín comienza a bailar con más energía. A lo largo del vídeo, se ve a Tarja perseguida por cuatro figuras enmascaradas y encapuchadas que intentan robarle sus colores. Intentan volver a oscurecer el mundo iluminado lanzando polvo negro y noqueando a Tarja, pero las tres personas de la fábrica se defienden con los colores que Tarja les ha regalado. Al untarse el polvo en la cara, se muestra que son invencibles ante el polvo negro de la banda encapuchada y, finalmente, los derrotan. Más tarde, vestidos de blanco en lugar del negro que llevaban antes, los tres trabajadores consuelan a Tarja, que está en coma. Cuando le untan colores en la piel, ella abre los ojos. El vídeo termina con un vistazo a la vida más brillante que ahora vive la gente.

## Lista de canciones
| Versión CD |                                 |                                                     |          |  |
| N.º        | Título                          | Escritor(es)                                        | Duración |  |
| 1.         | «Victim of Ritual»              | Tarja Turunen, Anders Wollbeck, Mattias Lindblom    | 5:54     |  |
| 2.         | «Victim of Ritual (First Demo)» | Tarja Turunen, Anders Wollbeck, Mattias Lindblom    | 4:44     |  |
| 3.         | «I Walk Alone (Live Luna Park)» | Anders Wollbeck, Mattias Lindblom, Harry Sommerdahl | 4:05     |  |
| 4.         | «Underneath (Live Luna Park)»   | Tarja Turunen, Johnny Andrews                       | 5:33     |  |

| Versión vinilo |                                 |                                                  |          |  |
| N.º            | Título                          | Escritor(es)                                     | Duración |  |
| 1.             | «Victim of Ritual»              | Tarja Turunen, Anders Wollbeck, Mattias Lindblom | 5:54     |  |
| 2.             | «Victim of Ritual (First Demo)» | Tarja Turunen, Anders Wollbeck, Mattias Lindblom | 4:44     |  |

| Versión digital de iTunes |                                  |                                                     |          |  |
| N.º                       | Título                           | Escritor(es)                                        | Duración |  |
| 1.                        | «Victim of Ritual»               | Tarja Turunen, Anders Wollbeck, Mattias Lindblom    | 5:54     |  |
| 2.                        | «Victim of Ritual (First Demo)»  | Tarja Turunen, Anders Wollbeck, Mattias Lindblom    | 4:44     |  |
| 3.                        | «I Walk Alone (Live Luna Park)»  | Anders Wollbeck, Mattias Lindblom, Harry Sommerdahl | 4:05     |  |
| 4.                        | «Underneath (Live Luna Park)»    | Tarja Turunen, Johnny Andrews                       | 5:33     |  |
| 5.                        | «Victim of Ritual (Music Video)» | Tarja Turunen, Anders Wollbeck, Mattias Lindblom    | 5:54     |  |